# Pytlówka
Pytlówka (lit. Pitliuvka) – chutor na Litwie, w okręgu wileńskim, w rejonie święciańskim, w gminie Maguny.

## Historia
W czasach zaborów folwark w gminie Kiemieliszki, w powiecie święciańskim, w guberni wileńskiej Imperium Rosyjskiego. W 1866 liczył 18 mieszkańców w 1 domu. W 1905 roku zaścianek liczył 11 mieszkańców, 27 dziesięcin, własność Kwinty.
W dwudziestoleciu międzywojennym zaścianek leżał w Polsce, w województwie wileńskim, w powiecie święciańskim, w gminie Kiemieliszki.
W 1931 w 2 domach zamieszkiwało 10 osób.
Miejscowość należała do parafii rzymskokatolickiej w Balingródku. Podlegała pod Sąd Grodzki w Święcianach i Okręgowy w Wilnie; właściwy urząd pocztowy mieścił się w Kiemieliszkach.
Od 1945 roku w Litewskiej Socjalistycznej Republice Radzieckiej.
Od 1990 na niepodległej Litwie.